# Atletica leggera ai Giochi della XXX Olimpiade - 10000 metri piani femminili

Video ufficiale della corsa

Ai Giochi della XXX Olimpiade, la competizione dei 10000 metri piani femminili si è svolta il 3 agosto presso lo Stadio Olimpico di Londra.

## Presenze ed assenze delle campionesse in carica
Per i campionati europei si considera l'edizione del 2010.
| Competizione      | Atleta            | Prestazione | Londra 2012 |
| ----------------- | ----------------- | ----------- | ----------- |
| Olimpiadi 2008    | Tirunesh Dibaba   | 29'54"66    | Presente    |
| Commonwealth 2010 | Grace Momanyi     | 32'34”11    | Non qual.   |
| Europei 2010      | Elvan Abeylegesse | 31'10”23    | Assente     |
| Asiatici 2010     | Preeja Sreedharan | 31'50”47    | Non qual.   |
| Africani 2011     | Sule Utura        | 33'24”82    | Non selez.  |
| Mondiali 2011     | Vivian Cheruiyot  | 30'48”98    | Presente    |

## La gara
Le dominatrici della stagione sono le atlete keniote ed etiopiche. Tra esse, la campionessa uscente Tirunesh Dibaba (Etiopia) non è tra le favorite perché ha corso solamente due volte la distanza durante la stagione.
La prima metà della finale è lenta (15'32”). Nella seconda parte la Dibaba prende il controllo della gara. Quando mancano 500 metri all'arrivo imprime una forte accelerazione che le permette di aprire un varco tra sé e le avversarie. 
Vince con sei secondi di vantaggio sulle keniote Sally Kipyego e Vivian Cheruiyot.
Etiopiche e keniote occupano tutti i primi sei posti, confermando un dominio assoluto sulla specialità.

## Risultati

### Finale
| Migliore atleta in attività | 29'53"80       | Meselech Melkamu | Assente  |
| Primatista stagionale       | 30'24"39 (1/6) | Tirunesh Dibaba  | Presente |

1. ↑  Stabilito nel 2009.
2. ↑  Dal 2012 disputa unicamente corse su strada.
3. ↑  Alla data del 20 luglio 2012.

Venerdì 3 agosto, ore 21:25.
| Pos | Atleta                 | Età | Paese         | Tempo    | Note                                     |
| --- | ---------------------- | --- | ------------- | -------- | ---------------------------------------- |
| Oro | Tirunesh Dibaba        | 27  | Etiopia       | 30'20"75 | Miglior prestazione mondiale stagionale  |
| Argento | Sally Kipyego          | 27  | Kenya         | 30'26"37 | Miglior prestazione personale            |
| Bronzo | Vivian Cheruiyot       | 29  | Kenya         | 30'30"44 | Miglior prestazione personale            |
| 4 | Werknesh Kidane        | 31  | Etiopia       | 30'39"38 | Miglior prestazione personale stagionale |
| 5 | Belaynesh Oljira       | 22  | Etiopia       | 30'45"56 |                                          |
| 6 | Shitaye Eshete         | 22  | Bahrein       | 30'47"25 | Record nazionale                         |
| 7 | Joanne Pavey           | 39  | Gran Bretagna | 30'53"20 | Miglior prestazione personale            |
| 8 | Julia Bleasdale        | 31  | Gran Bretagna | 30'55"63 | Miglior prestazione personale            |
| 9 | Hitomi Niiya           | 24  | Giappone      | 30'59"19 | Miglior prestazione personale            |
| 10 | Kayoko Fukushi         | 30  | Giappone      | 31'10"35 | Miglior prestazione personale stagionale |
| 11 | Amy Hastings           | 28  | Stati Uniti   | 31'10"69 | Miglior prestazione personale            |
| 12 | Janet Cherobon-Bawcom  | 34  | Stati Uniti   | 31'12"68 | Miglior prestazione personale            |
| 13 | Lisa Uhl               | 25  | Stati Uniti   | 31'12"80 | Miglior prestazione personale            |
| 14 | Sara Moreira           | 27  | Portogallo    | 31'16"44 | Miglior prestazione personale            |
| 15 | Fionnuala Britton      | 28  | Irlanda       | 31'46"71 |                                          |
| 16 | Mika Yoshikawa         | 28  | Giappone      | 31'47"67 |                                          |
| 17 | Sabrina Mockenhaupt    | 32  | Germania      | 31'50"35 |                                          |
| 18 | Nadia Ejjafini         | 35  | Italia        | 31'57"03 |                                          |
| 19 | Elizaveta Grečišnikova | 29  | Russia        | 32'11"32 |                                          |
| 20 | Olha Skrypak           | 22  | Ucraina       | 32'14"59 |                                          |
| 21 | Eloise Wellings        | 30  | Australia     | 32'25"43 |                                          |
| - | Joyce Chepkirui        | 24  | Kenya         | dnf      |                                          |
| record mondiale; record olimpico; record mondiale stagionale; record africano; record asiatico; record europeo; record nord-centroamericano e caraibico; record sudamericano; record oceaniano; record nazionale; record personale; record personale stagionale. |                        |     |               |          |                                          |